# Troels Harry
Troels Harry (Hvidovre, 25 de diciembre de 1990) es un deportista danés que compite en curling.
Ganó una medalla de plata en el Campeonato Mundial de Curling Masculino de 2016 y dos medallas en el Campeonato Europeo de Curling, en los años 2010 y 2011.
Participó en los Juegos Olímpicos de Sochi 2014, ocupando el sexto lugar en la prueba masculina.

## Palmarés internacional
| Campeonato Mundial | Campeonato Mundial | Campeonato Mundial | Campeonato Mundial |
| Año                | Lugar              | Medalla            | Prueba             |
| ------------------ | ------------------ | ------------------ | ------------------ |
| 2016               | Basilea (Suiza)    | Medalla de plata   | Equipo             |
| Campeonato Europeo |                    |                    |                    |
| Año                | Lugar              | Medalla            | Prueba             |
| 2010               | Champéry (Suiza)   | Medalla de plata   | Equipo             |
| 2011               | Moscú (Rusia)      | Medalla de bronce  | Equipo             |